# هيلاري ماكاسا
هيلاري ماكاسا (بالإنجليزية: Hillary Makasa)، من مواليد 12 يناير 1976، لاعب كرة قدم زامبي.
بدأ مسيرته الكروية مع نادي رون يونايتد في عام 1996، ولعب معهم حتى عام 1999، وفي عام 1999 انتقل إلى نادي أياكس كيب تاون الجنوب أفريقي، ولعب معهم حتى عام 2001، وفي موسم 2001/2002 انتقل إلى نادي ريا ستارز الجنوب أفريقي، ومنذ عام 2003 وهو يلعب مع نادي نتشانغا رينجرز.
و قد لعب مع منتخب زامبيا لكرة القدم.

## روابط خارجية
- هيلاري ماكاسا على موقع الاتحاد الدولي (مؤرشف)  (الإنجليزية)
- هيلاري ماكاسا على موقع قاعدة بيانات كرة القدم.إي يو (الإنجليزية)
- هيلاري ماكاسا على موقع ناشيونال فوتبول تيمز (الإنجليزية)